# خواكين كورتيس
خواكين كورتيس (بالإسبانية: Joaquín Cortés)‏ هو مصمم رقص وراقص باليه وممثل إسباني، ولد في 22 فبراير 1969 في إسبانيا.

## وصلات خارجية
- خواكين كورتيس على موقع IMDb (الإنجليزية)
- خواكين كورتيس على موقع ميوزك برينز (الإنجليزية)
- خواكين كورتيس على موقع قاعدة بيانات الفيلم (الإنجليزية)